# Xerosoma senticosum
Xerosoma senticosum är en insektsart som beskrevs av Carl Stål 1875. Xerosoma senticosum ingår i släktet Xerosoma och familjen Pseudophasmatidae. Inga underarter finns listade i Catalogue of Life.